# Fugazi (album Kubana)
Ten artykuł dotyczy przyszłego wydarzenia. Informacje w nim zawarte mogą się zmienić wraz z pojawieniem się nowych faktów, a początkowe doniesienia mogą być niepewne. Ostatnie aktualizacje tego artykułu mogą nie odzwierciedlać najbardziej aktualnych informacji.
Fugazi – trzeci album studyjny polskiego rapera Kubana. Wydawnictwo ukaże się 28 lutego 2025 nakładem wytwórni muzycznej Dobzi ludzie.
Album jest utrzymany w stylu muzyki hip-hop. Składa się z wersji standardowej (1 CD).
Nagrania były promowane singlami: „Na bombę”, „Najlepszy dzień”, „Nie ma co”, „Tak niewiele brakowało”, „Młody Gandolfini” i „Koto”.

## Lista utworów[a]
| Fugazi – Wersja standardowa | Fugazi – Wersja standardowa           | Fugazi – Wersja standardowa          | Fugazi – Wersja standardowa | Fugazi – Wersja standardowa |
| Nr                          | Tytuł utworu                          | Słowa                                | Muzyka                      | Długość                     |
| --------------------------- | ------------------------------------- | ------------------------------------ | --------------------------- | --------------------------- |
| 1.                          | „Na bombę”                            | Jakub Kiełbiński                     | Filip Pachólczyk            | 3:05                        |
| 2.                          | „Najlepszy dzień” (oraz Oki)          | Jakub Kiełbiński, Oskar Kamiński     | Filip Pachólczyk            | 2:30                        |
| 3.                          | „Nie ma co” (oraz Gibbs)              | Jakub Kiełbiński, Mateusz Przybylski | Filip Pachólczyk            | 2:44                        |
| 4.                          | „Tak niewiele brakowało” (oraz Kukon) | Jakub Kiełbiński, Jakub Konopka      | Filip Pachólczyk            | 2:42                        |
| 5.                          | „Młody Gandolfini”                    | Jakub Kiełbiński                     | Filip Pachólczyk            | 2:32                        |
| 6.                          | „Koto”                                | Jakub Kiełbiński                     | Filip Pachólczyk            | 2:35                        |